# Palatogobius paradoxus
Palatogobius paradoxus es una especie de peces de la familia de los Gobiidae en el orden de los Perciformes.

## Morfología
Los machos pueden llegar a alcanzar los 3,5 cm de longitud total.

## Hábitat
Es un pez de mar y, de clima tropical y demersal.

## Distribución geográfica
Se encuentra en el Atlántico occidental: desde el noreste del Golfo de México hasta las Pequeñas Antillas. 

## Observaciones
Es inofensivo para los humanos. 